# 第17空軍 (アメリカ軍)
第17空軍(Seventeenth Air Force)はかつて存在したアメリカ空軍における航空軍の一。主に冷戦期において、在欧アメリカ空軍を構成する主要部隊の一つであった。1996年より編成解除されているが、アメリカアフリカ軍の創設に伴い、アフリカ軍向けの空軍部隊として復帰編成させることが検討されている。

## 歴史
第17空軍は1953年4月17日に在欧アメリカ空軍隷下部隊として設立された。最初の司令部はフランス領（当時）モロッコのラバトに設置されている。南ヨーロッパのほか、北アフリカ・中東を担当範囲としていた。
1956年8月1日に司令部はリビアに移動し、1959年には西ドイツ・ラムシュタイン空軍基地に移転している。ラムシュタインへの移動は書類上のことで、事実上新編された。
ドイツ移駐後は中央ヨーロッパが担当範囲となり、冷戦の対決正面の部隊であった。なお1972年に西ドイツ・サンバッハ空軍基地に司令部は移転している。1980年代には地上発射巡航ミサイル部隊も傘下にあった。
冷戦終結に伴う、アメリカ軍の再編によって1996年9月30日に編成解除された。